# 且虑县
且虑县，為西漢古縣名，在今遼寧省朝陽市西部一帶，西漢時置，東漢時廢止。且慮由遼西郡領有，在《漢志》中位列遼西十四縣中的第一位，所以有觀點認為其是遼西郡治所在，東漢時人應劭則考證，遼西郡治實為陽樂縣。

## 位置
且虑的具體位置現已不可考。前人以其為遼西郡治，有今義縣、盧龍縣多種說法。《中國歷史地圖集》東北地區資料匯篇引用《遼志》的記載，認為其境在今朝陽市西部一帶，具體所在則無法確定。